# Бич, Василий Акимович
Василий Акимович Бич (1861 — после 1917) — лесничий, член III Государственной думы от Гродненской губернии.

## Биография
Православный. Сын крестьянина, известного тем, что, будучи очень богатым человеком, сохранил свой крестьянский образ жизни и держался не только вдали от местных помещиков, но и враждебно к ним. Всем своим сыновьям он дал высшее образование и воспитывал их на демократических началах. Возвращаясь к отцу на каникулы из высших учебных заведений, сыновья принимали участие в сельскохозяйственных работах в имении отца.
Окончил Динабургское реальное училище. Затем учился в Ново-Александрийском институте сельского хозяйства и лесоводства и в Горном институте. В 1892 году окончил Санкт-Петербургский Лесной институт. По окончании института поступил на службу по лесному ведомству в Гродненской губернии. В 1894 году был назначен младшим запасным лесничим губернского управления государственными имуществами, а в 1895 году — лесничим Рудского лесничества, в каковой должности состоял до избрания в Государственную думу. Дослужился до чина надворного советника. Землевладелец Гродненской губернии (543 десятины).
В 1907 году был избран членом III Государственной думы от съезда землевладельцев Гродненской губернии. Входил во фракцию прогрессистов и мирнообновленцев. Состоял членом комиссий: сельскохозяйственной, бюджетной, о неприкосновенности личности, по исполнению государственной росписи доходов и расходов, а также по направлению законодательных предположений.
В 1917 году опубликовал брошюру «Аграрный вопрос в России по источникам крестьянским». Дальнейшая судьба неизвестна. Был женат.

## Публикации
- Речь, сказанная членом Государственной думы В. А. Бичем в заседании общего собрания Государственной думы 9 марта 1909 г. при рассмотрении смет Департамента земледелия с отделами Сельской экономии и Сельскохозяйственной статистики и земельных улучшений Главного управления землеустройства и земледелия на 1909 г. — СПб., 1909.
- Сметы и раскладки на 1908—1910 гг. губернских земских повинностей и частных повинностей дворянских имений Гродненской губернии в Государственной думе. — СПб., 1909.
- Речь, сказанная членом Государственной думы В. А. Бичем, в заседании общего собрания Государственной думы 15 марта 1910 г. при рассмотрении сметы Лесного департамента на 1910 г. — СПб., 1910.
- Аграрный вопрос в России по источникам крестьянским. — Козмодемьянск, 1917.